# Conqueror Records

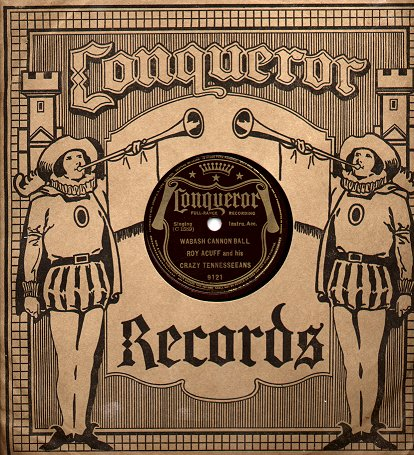
Papierhülle einer Conqueror-Platte

Conqueror Records war ein US-amerikanisches Plattenlabel, das von 1926 bis 1942 aktiv war.

## Geschichte
Zuerst gehörte Conqueror Records zur Plaza Music Company, später wurden sie Mitglied in der American Record Corporation, einem Zusammenschluss verschiedener Labels.
Das Sortiment bestand aus Popsongs, Orchesterarrangements sowie Hillbilly-Musik und Hawaiian-Musik bis hin zu Jazz- und Blues-Aufnahmen. Verkauft wurden die Platten durch die Sears, Roebuck and Company, einer amerikanischen Warenhauskette.

## Künstler
- Roy Acuff
- Louis Armstrong
- Big Bill Broonzy
- Cliff Carlisle
- Vernon Dalhart
- Al Dexter
- Billy Murray
- Carson Robison
- Frank Luther
- Arkansas Woodchopper
- Rex Cole’s Mountaineers
- Roy Smeck
- Frank Ferera
- Irving Kaufmann
- Hollywood Dance Orchestra